# Robert C. Nicholas

Robert C. Nicholas

Robert Carter Nicholas (* 1793 in Hanover, Hanover County, Virginia; † 24. Dezember 1857 im Terrebonne Parish, Louisiana) war ein US-amerikanischer Politiker (Demokratische Partei), der den Bundesstaat Louisiana im US-Senat vertrat.
Robert Nicholas, dessen Großvater Robert Carter Nicholas Sr. Politiker und dessen Vater George der erste Jura-Professor an der Transylvania University sowie Mitglied des Abgeordnetenhauses von Virginia war, schlug zunächst eine militärische Laufbahn ein. Während des Britisch-Amerikanischen Krieges diente er als Captain, später als Major. Danach besuchte er das College of William & Mary in Williamsburg, ehe er 1820 nach Louisiana zog und dort Pflanzer im Terrebonne Parish wurde.
Nach dem Mandatsverzicht von Charles Gayarré, der die Nachfolge des bei einem Duell tödlich verletzten George A. Waggaman im US-Senat antreten sollte, entschied Robert Nicholas die folgende Nachwahl für sich. Er zog am 13. Januar 1836 in den Kongress ein und verblieb dort bis zum 3. März 1841. Schon sein Onkel Wilson Cary Nicholas war von 1799 bis 1804 als Vertreter Virginias Senator gewesen. Von 1843 bis zu seinem Rücktritt 1846 übte Nicholas dann noch das Amt des Secretary of State von Louisiana aus, ehe er sich auf seine Plantage zurückzog.